# Haimura Kijotaka
Haimura Kijotaka (灰村キヨタカ vagy はいむらきよたか; Hepburn: Kiyotaka Haimura; Onomicsi, Hirosima prefektúra, 1973. szeptember 7. –) japán játékszereplő-tervező és mangarajzoló stílusművész. Legismertebb munkája a Toaru madzsucu no Index light novel, amit Kamacsi Kazuma története alapján rajzolt.

## Munkái

### Illusztrálás
- Maid keidzsi (2006–2009)
- Sprite Spiegel (2007–)
- Toaru madzsucu no Index (2004–2011)
- Sinjaku: Toaru madzsucu no Index (2011–)

### Szereplőtervezés
- Hotel ergriffen (2001)
- Kókjú sófu: Korutidzsána (高級娼婦 〜コルティジャーナ〜; Hepburn: Kōkyū shōfu: Korutijāna?) (2002)
- Mizuto genszó – Venice Fantastica (水都幻想 - Venice Fantastica -; Hepburn: Mizuto gensō – Venice Fantastica?) (2003)
- Jume miru kuszuri (2005)
- Kakuszanszei Million Arthur (2012)

### Művészeti album
- Rainbow Spectrum: Colors (『灰村キヨタカ画集　rainbow spectrum:colors』?), ASCII Media Works, 2011. február, ISBN 978-4-04-870384-0